# Rio di San Giuseppe

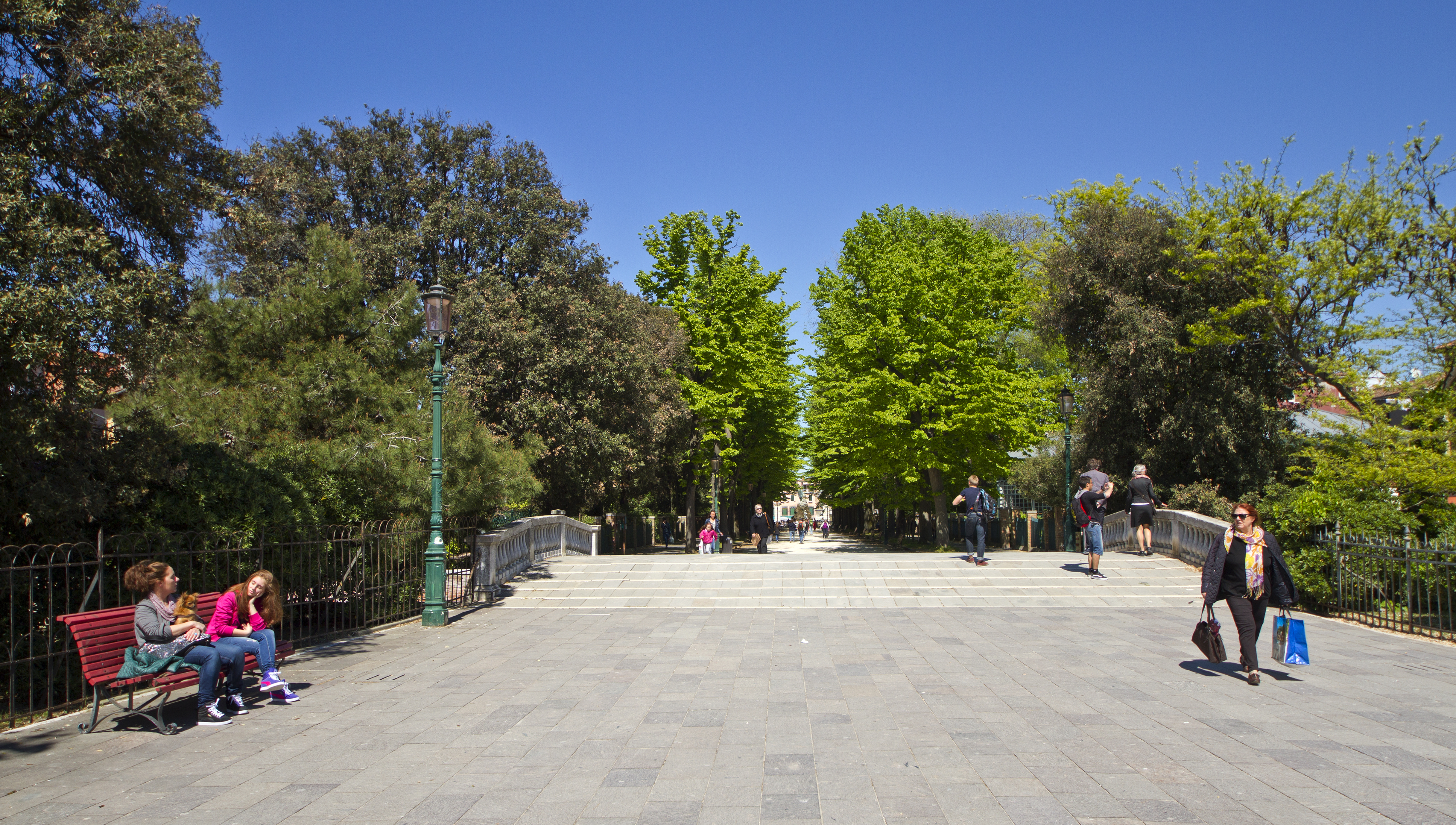
Le pont Marinai d'Italia donne accès au jardin Garibaldi

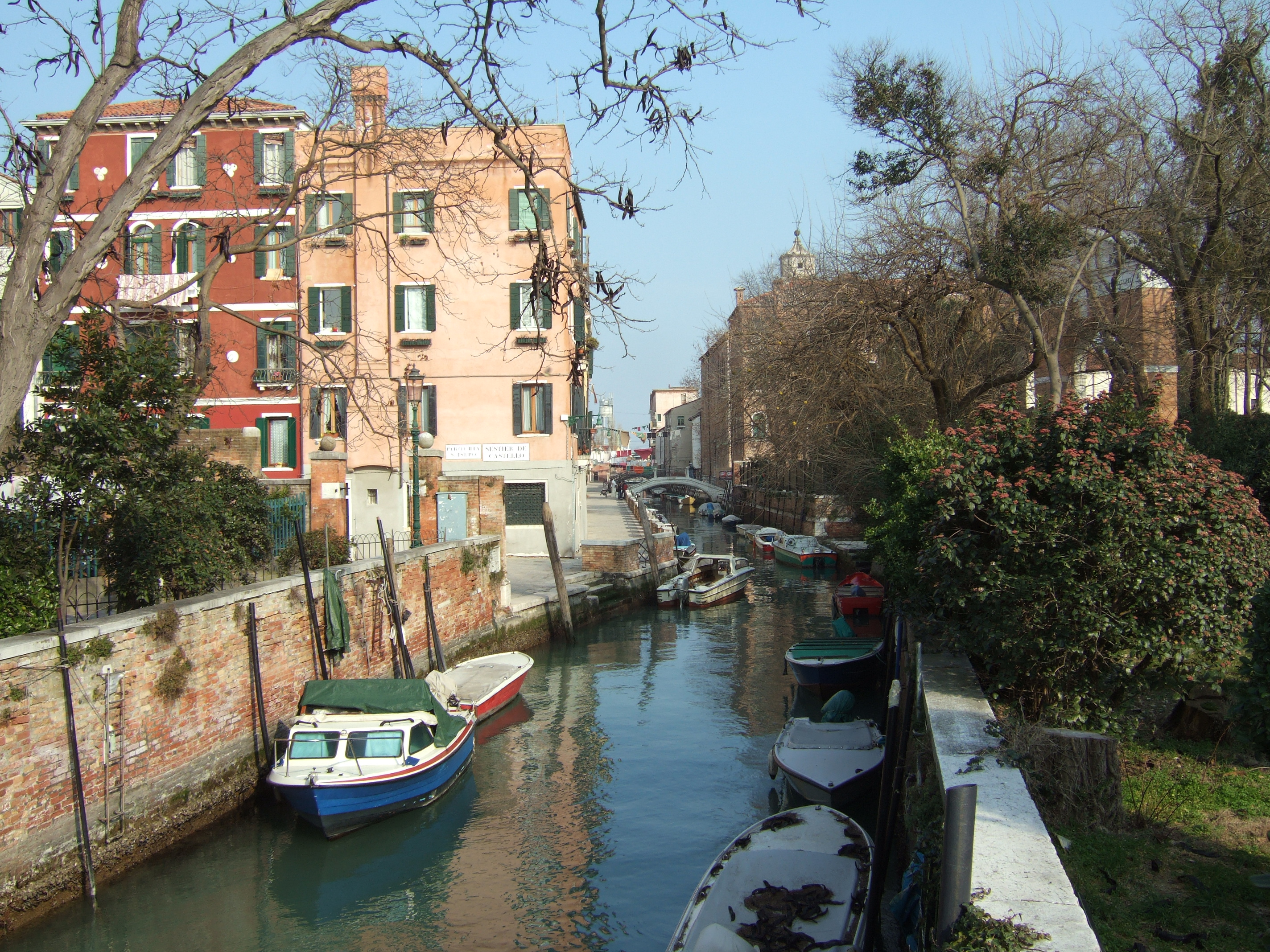
le rio et Ponte S. Isepo, vue vers l'est du Ponte dei Giardini

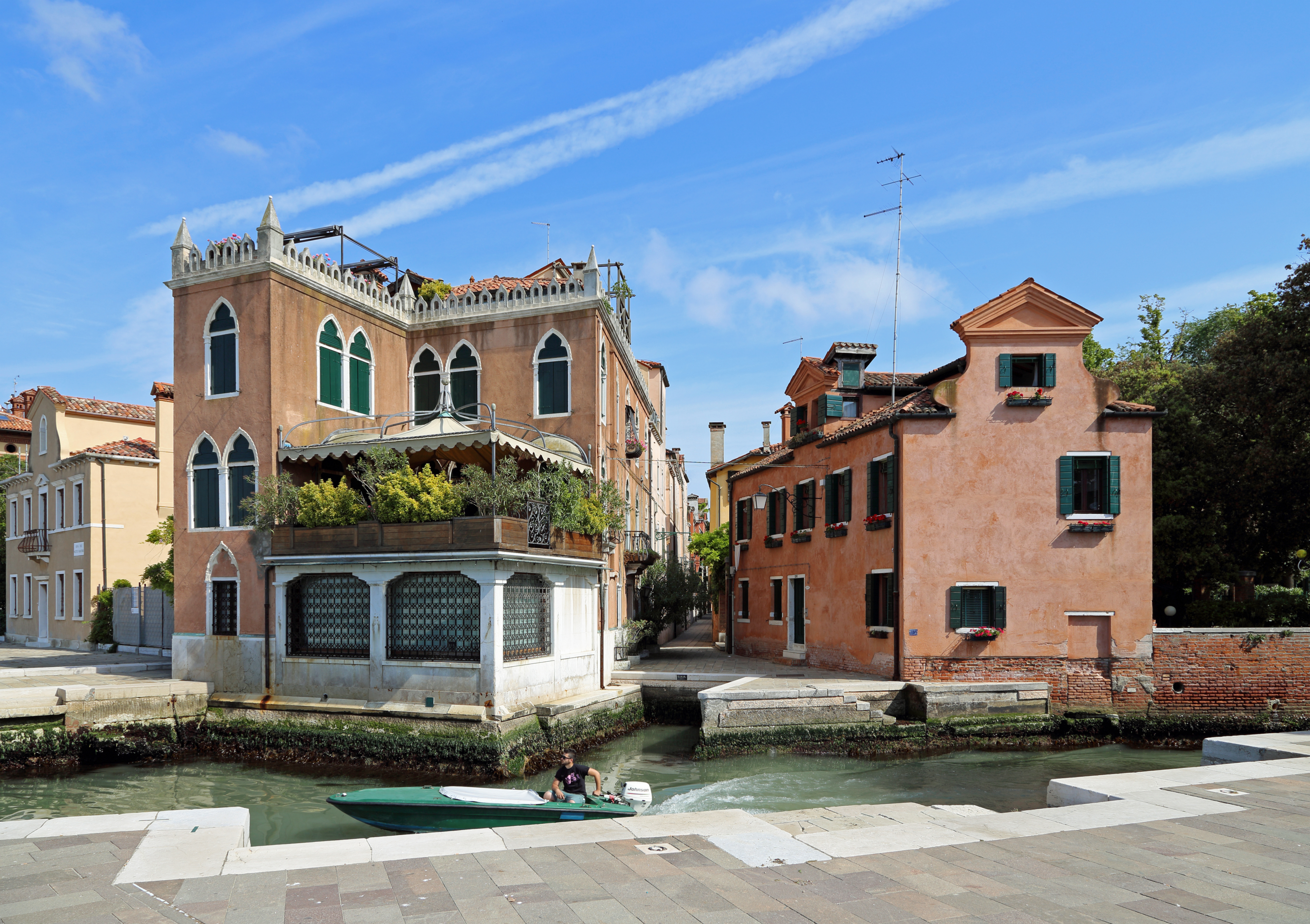
Calle San Domenico

Le rio di San Giuseppe (en vénitien rio de Sant'Isepo; canal de Saint-Joseph) est un canal de Venise dans le sestiere de Castello.

## Description
Le rio de Sant'Isepo a une longueur de 387 mètres Il relie le rio de Quintavale vers l'ouest au bassin de San Marco. Il est longé sur son flanc nord par le Fondamenta S. Isepo.

## Origine
Le nom provient de l'Église San Giuseppe di Castello, proche.

## Situation
Ce rio longe :
- le Fondamenta Sant'Isepo ;
- les jardins de la Biennale de Venise ;
- le jardin Garibaldi ;
- l'église Sant'Isepo.

## Ponts
Ce rio est traversé par divers ponts, d'est en ouest : 

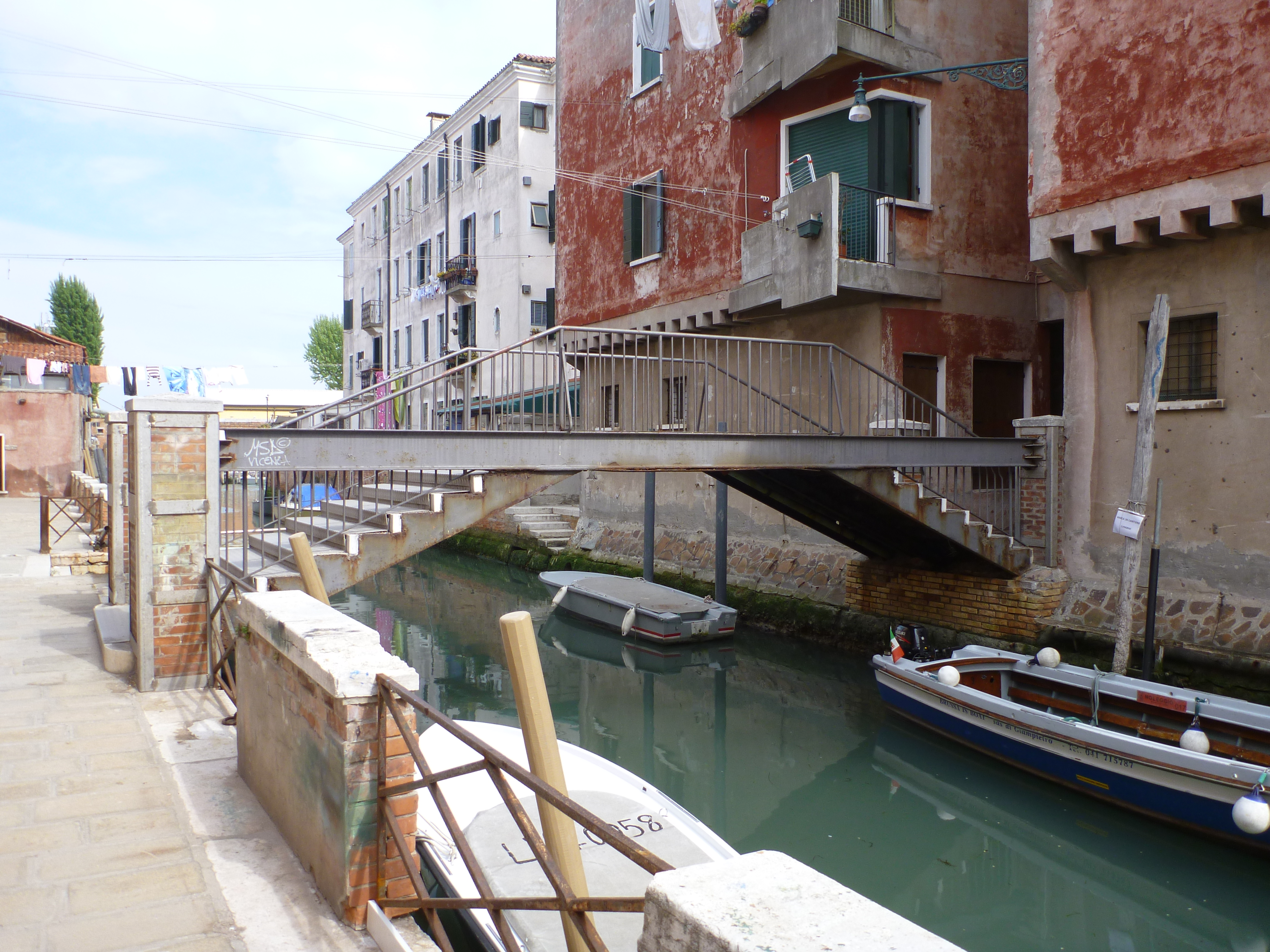
Ponte de le Case Nove reliant Fondamenta San Isepo au Calle Trevisan e Cicogna ;
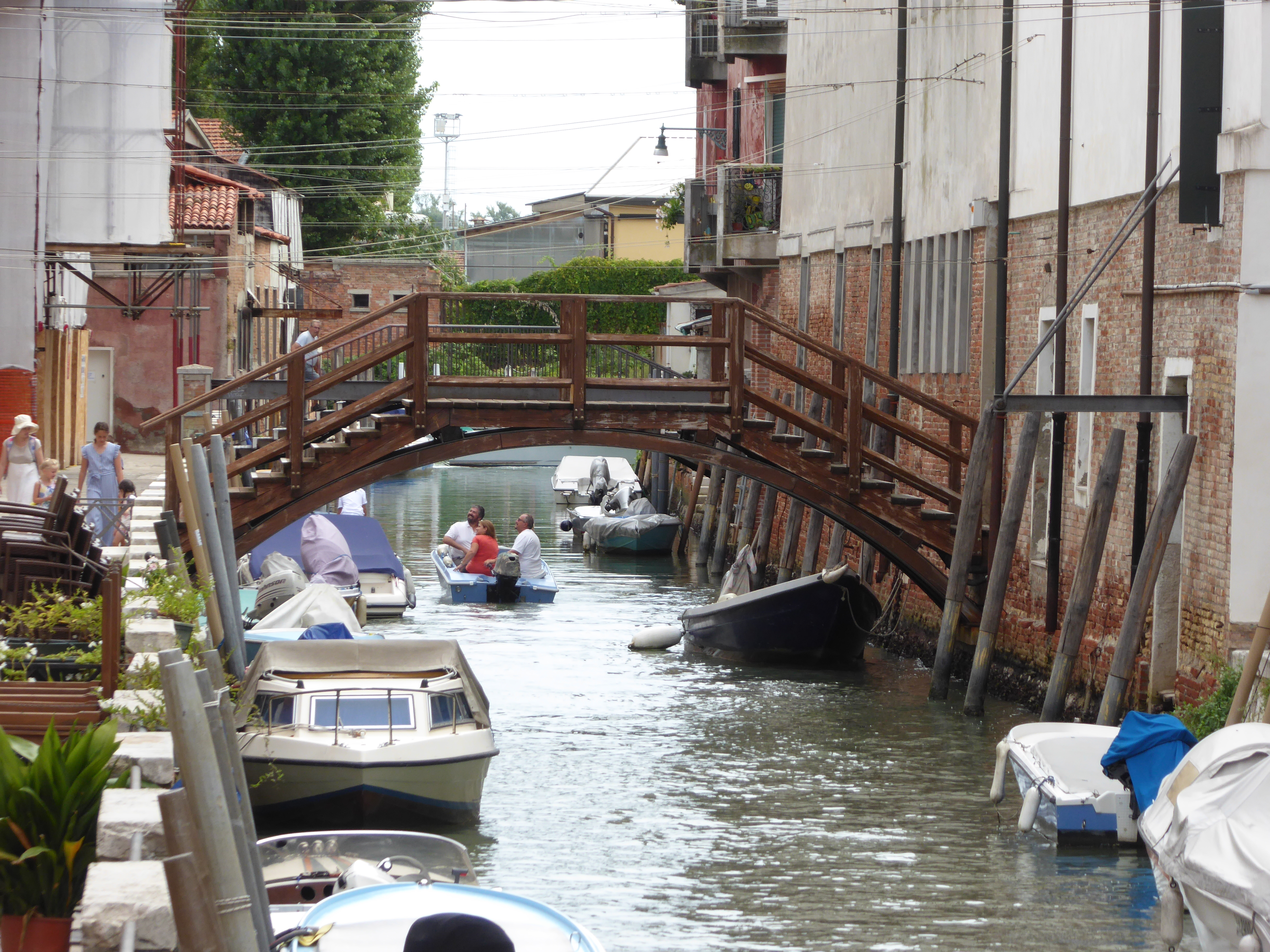
un pont privé
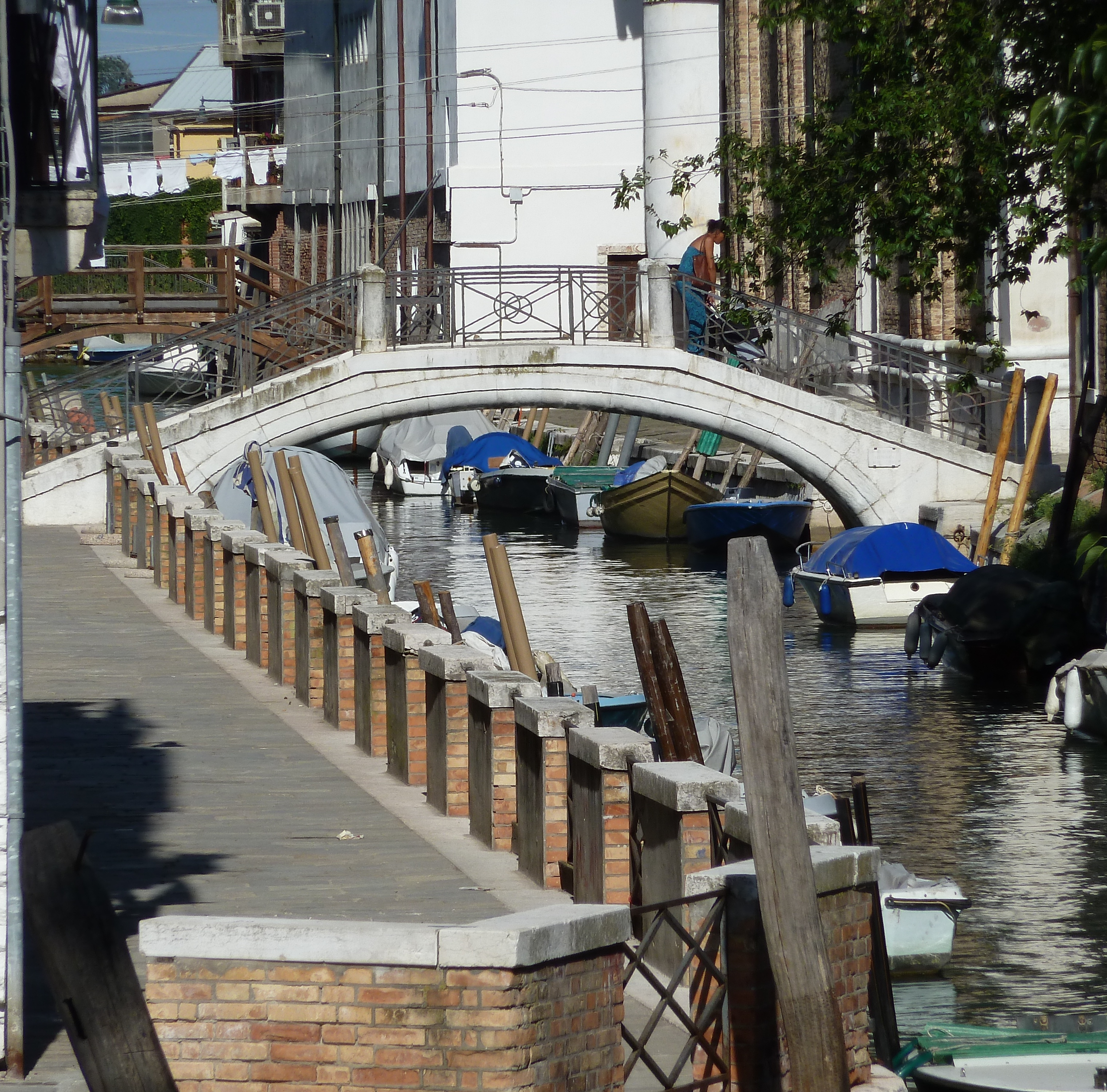
Ponte Sant'Isepo reliant le campo éponyme et la Corte del Soldà ;
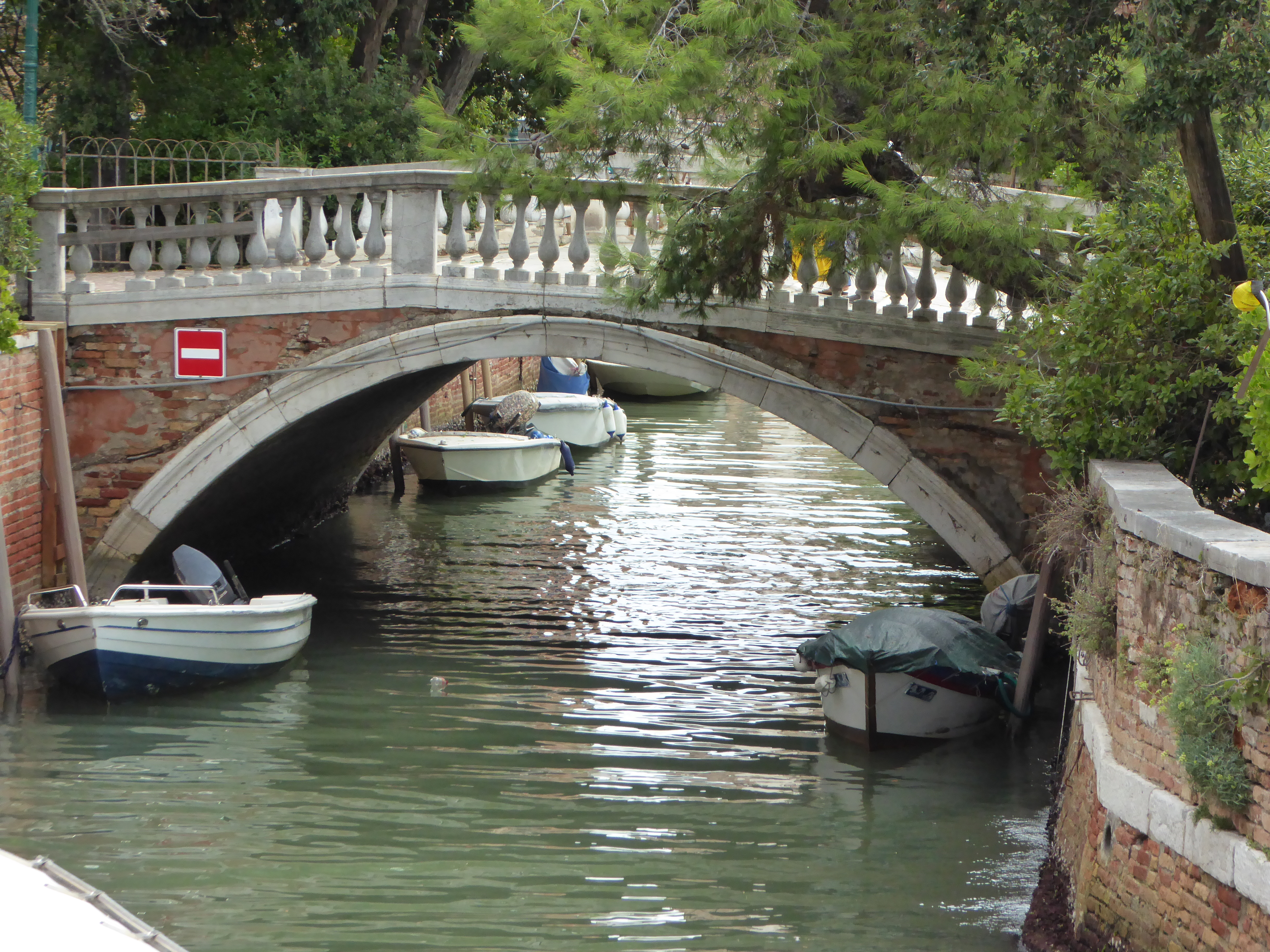
Ponte largo Marinai d'Italia reliant Viale Giuseppe Garibaldi et Largo Marinai d'Italia ;
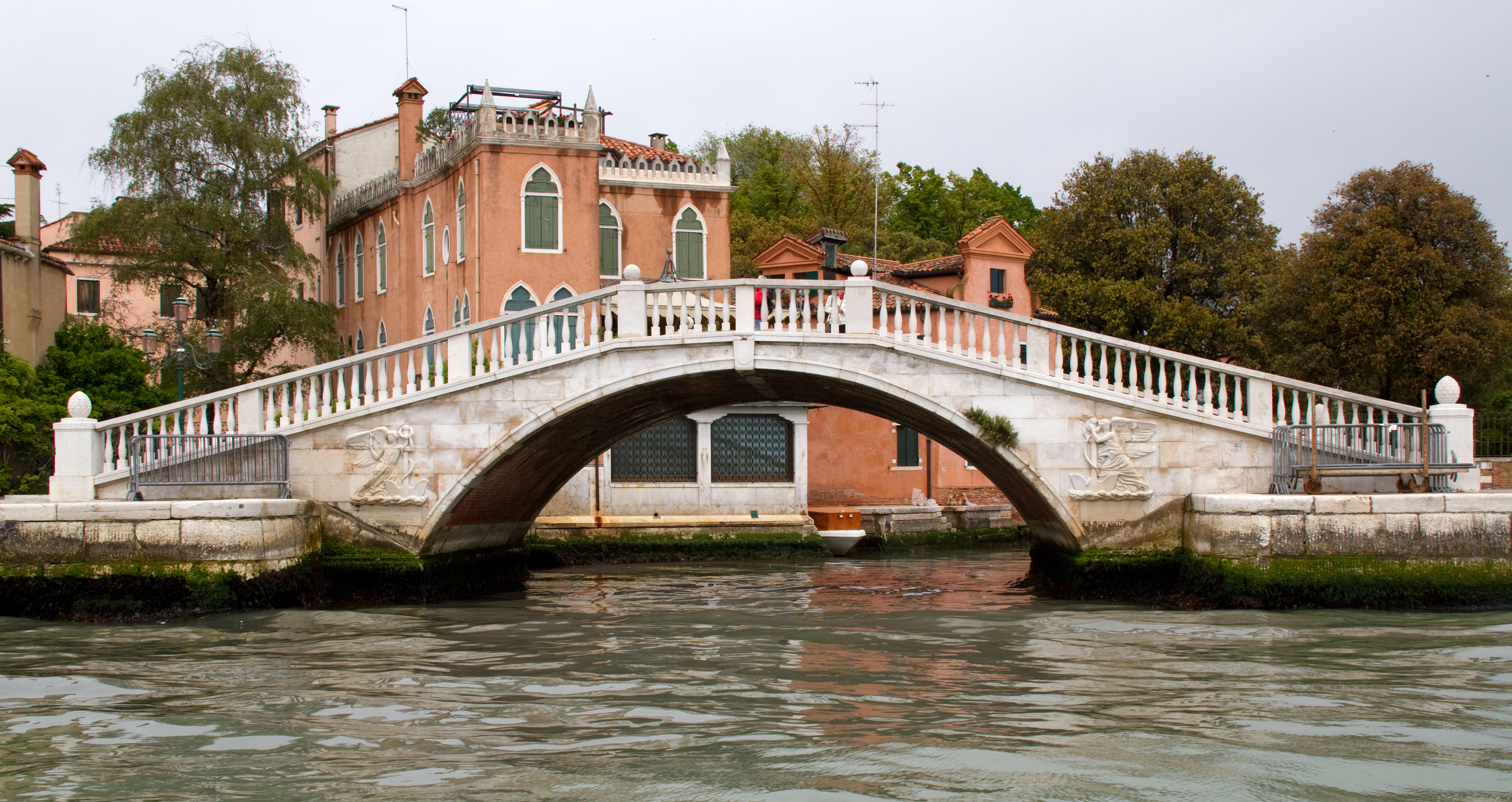
Ponte S. Domenego o dei Sette Martiri reliant Riva dei Sette Martiri et Largo Decorati al Valor Civile; appelé ainsi en 1944 en l'honneur des martyrs fusillés par les nazis.